# Milan Indoor 1985
Il Milan Indoor 1985 è stato un torneo di tennis giocato sul sintetico indoor. È stata l'8ª edizione del Milan Indoor, che fa parte del Nabisco Grand Prix 1985. Si è giocato a Milano in Italia, dal 25 al 31 marzo 1985.

## Campioni

### Singolare
John McEnroe ha battuto in finale  Anders Järryd con il punteggio di 6–4, 6–1

### Doppio
Heinz Günthardt /  Anders Järryd hanno battuto in finale  Broderick Dyke /  Wally Masur con il punteggio di 6–2, 6–1